# Telões (Amarante)
Telões es una freguesia portuguesa del concelho de Amarante, con 13,86 km² de superficie y 4.535 habitantes (2001). Su densidad de población es de 327,2 hab/km².

## Enlaces externos

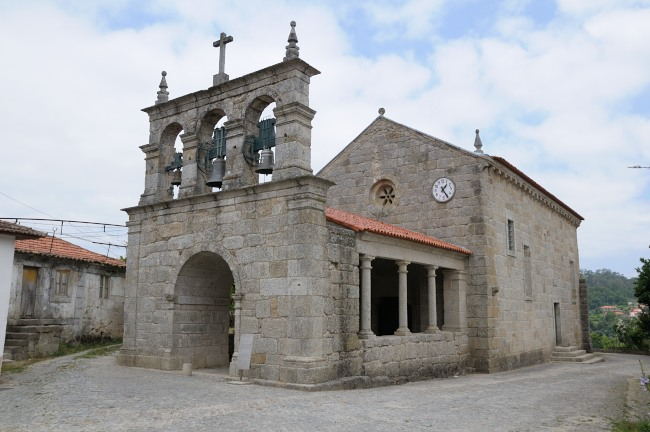
Igreja de Santo André de Telões (Amarante).